# Cou-nu de Roumanie
Le cou-nu de Roumanie (zburător gât golaș românesc) est une race de pigeon domestique originaire de Roumanie. Comme son nom l'indique, il a la particularité d'avoir le cou entièrement déplumé. Il est classé dans la catégorie des pigeons de vol.

## Histoire
Les pigeons à cou déplumé sont connus en Roumanie et en Espagne depuis des siècles, ainsi qu'en Hongrie, où après des mutations génétiques naturelles on a observé un pigeon des champs (donc issu du pigeon biset) au cou nu. Au contraire des races de poule à cou nu, les races de pigeon à cou nu proviennent d'un gène récessif. En effet, si l'on croise un cou-nu avec un pigeon normal, le facteur de cou déplumé disparaît.
Le cou-nu de Roumanie a été décrit en 1899, dans la presse hongroise, comme provenant du pigeon haut-volant ciung de Bucarest. Le professeur Peterfi l'a fait connaître à l'étranger en 1952, par des publications expliquant que cette race aurait été fixée en Grande Valachie vers 1900, après des croisements avec un cou-nu russe.

## Description
Le cou-nu de Roumanie est un pigeon de taille moyenne, bas sur pattes au plumage plutôt long, à la poitrine moyenne légèrement proéminente. Il est remarquable par la partie centrale du cou qui est déplumée. Il possède une tête modérément arrondie et lisse avec un petit bec légèrement courbé vers le bas. Son cou moyen est légèrement courbé en arrière avec la partie centrale dénudée. De courts sicots peuvent pousser, puis se dessécher. La peau du cou est ridée de couleur chair à brune. Sa queue longue a un port horizontal.
Le plumage de ce pigeon est long, dans les coloris suivants : rouge cendré à manteau plein, jaune cendré à manteau plein, rouge barré et jaune barré.